# 丸山志乃
丸山 志乃（まるやま しの、1983年2月3日 - ）は、神奈川県出身の日本のタレント。エーライツ所属。牡牛座。血液型はB型。身長154cm。趣味は料理、旅行、裁縫、メイクアップ、ショッピング、映画鑑賞、ピアノ。好きなスポーツはスノーボード。

## 出演作品

### TV
- いつみても波瀾万丈「布川敏和篇」（2007年、NTV）
- 反乱のボヤージュ（2001年、テレビ朝日）
- ランク王国（TBS）
- 踊る!さんま御殿!!（NTV）
- ザ・ジャッジ（フジテレビ）
- 時をかける少女（TBS）
- でぶや（テレビ東京）

### CM
- ANA（2006年、キャビンアテンダント役）

### オリジナルビデオ
- 秋葉男
- 太陽と雪のかけら
- 女陰陽師2
- メイドカフェへようこそ！

### 舞台
- 陽だまりの詩（2006年、カートプロモーション主催）

### 雑誌
- 三栄書房「SOFTDARTS　BIBLE」
- Caz